# Казимир фон Еберщайн
Казимир фон Еберщайн (на немски: Kasimir (Casimir) von Eberstein; * 29 април 1639; † 22 декември 1660, Хайделберг) от швабския благороднически род Еберщайн, е последният от рода граф на Еберщайн, господар на замъка Ной Еберщайн при Гернсбах (в Баден-Вюртемберг) и господар на Фрауенберг (днес в Шилингсфюрст в Бавария).

## Произход и наследство
Той е син на граф Йохан Фридрих фон Еберщайн (* 10 януари 1611; † 5 февруари 1647) и съпругата му графиня Анна Амалия фон Крихинген († 1676), дъщеря на граф Петер Ернст II фон Крихинген († 1633) и Анна Сибила фон Насау-Вайлбург († 1643). Внук е на граф Йохан Якоб II фон Еберщайн в Ной-Еберщайн († 1638) и Магарета фон Золмс-Лаубах († 1635).
Казимир фон Еберщайн умира на 22 декември 1660 г. в Хайделберг на 21 години от едра шарка.
Със смъртта на граф Казимир фон Еберщайн фамилията изчезва по мъжка линия. Дъщеря му Албертина София Естер се омъжва на 9 февруари 1679 г. за херцог Фридрих Аугуст фон Вюртемберг-Нойенщат (1654 – 1716) и занася последните фамилни собствености в брака си, нямат жив мъжки наследник. Собствеността попада на Дом Вюртемберг.

## Фамилия
Казимир фон Еберщайн се жени на 5 май 1660 г. в Идщайн за графиня Мария Елеонора фон Насау-Вайлбург (* 12 август 1636, Мец; † 16 декември 1678, Гоксхаум), дъщеря на граф Ернст Казимир фон Насау-Вайлбург († 1655) и графиня Анна Мария фон Сайн-Витгенщайн († 1656). Те имат една дъщеря:
- Албертина София Естер (* 20 май 1661, † 24 май 1728), омъжена на 9 февруари 1679 г. за херцог Фридрих Аугуст фон Вюртемберг-Нойенщат (1654 – 1716).